# Ilex saxicola
Ilex saxicola là một loài thực vật có hoa trong họ Aquifoliaceae. Loài này được C.J. Tseng & H.H. Liu mô tả khoa học đầu tiên năm 1981.